# 큰저녁쥐
큰저녁쥐(Calomys callosus)는 비단털쥐과에 속하는 남아메리카 설치류이다. 아르헨티나와 볼리비아, 파라과이에서 발견된다. 핵형은 2n=50, FN=66이다. 이전에는 카팅가저녁쥐(C. expulsus)와 동일종으로 간주했지만, 카팅가저녁쥐의 핵형은 2n=66, FN=68이다. 특히 볼리비아출혈열을 옮기는 것으로 유명하다.